# Быковская верфь
Быковская верфь — судостроительная верфь на р. Северная Двина, в местечке Бык под Архангельском, на которой в XVIII—XIX веках строились военные и торговые парусные суда.

## История
В 1731 году архангельский купец Никита Крылов, имеющий опыт строительства ластовых судов на Вавчугской верфи братьев Бажениных, приступил к строительству собственной верфи в трёх вёрстах выше города Архангельска, на правом берегу Северной Двины, в местечке Бык, отчего верфь и получила название Быковской. 5 июня 1732 года Н. Крылов получил от Коммерц-коллегии привилегию на учреждение вольной верфи. На тот момент у верфи было два эллинга.
По указу императрицы Анны Иоанновны Воинская морская комиссия своим указом от 6 сентября 1732 года, с целью определения удобного места для возобновления строительства военных кораблей в Архангельске, которое велось в петровский период, направила через Адмиралтейств-коллегию капитана Питера Клавера и капитана 3 ранга В. А. Мятлева оценить Быковскую верфь. В оценке верфи принимал участие и корабельный подмастерье Яков Брандт, который определял в то время количество корабельных лиственничных лесов близ Архангельска.
По решению оценочной комиссии состоялся указ Воинской морской комиссии от 15 марта 1733 года «для строения в Архангельске военных кораблей учредить верфь на месте, называемом Бык», однако прибывший в Архангельск корабельный мастер Ричард Козенц, ознакомившись с планом создания на Быку нового адмиралтейства, забраковал его из-за ограниченности площади и неудовлетворительного расположения объектов. Он составил новый проект создания адмиралтейства на Соломбале, который 31 декабря 1733 года и утвердила Адмиралтейств-коллегия. После данного решения Быковская верфь осталась во владении Никиты Крылова, который подал прошение строить гукоры, галиоты, каты и флейты.
Быковская верфь отличалась хорошим устройством, на ней находились ветряная мельница, казармы «для работных людей», кузница, мастерская и лесопильный завод. Вскоре, из-за обмельчания реки Северной Двины, купцы Баженины перевели с Вавчуги свои верфи к Быковской и уже вместе с Крыловым продолжали строить суда. В 1735 году Крылов, по подряду с Архангельским портом, построил на своей верфи и спустил на воду гукор «Двина», в 1736 году три флейта «Архангел Михаил», «Эзель» и «Дагерорт», галиот «Вологда», в 1737 году — 12-пушечный гукор «Кроншлот». Наблюдающим за постройкой в 1735—1736 годах был корабельный подмастерье В. И. Батаков. В 1742 году на верфи был построен флейт «Дагерорт». В 1754—1759 годах на верфи были спущены на воду гукоры «Святой Савватий», «Святой Андрей» и «Онега», в 1756 году — флейт «Новопостроенный».
В конце 1770 годов купец А. И. Попов взял в аренду у наследников Никиты Крылова (умер около 1750 года) Быковскую верфь и начал строить корабли. На первом своём судне под названием «Amore patria» Попов лично отправился в Амстердам, где реализовал свой товар и получил заказ от голландских торговцев на сооружение в Архангельске двух кораблей вместимостью 300 и 400 ластов. Благодаря опытному корабелу Степану Матвеевичу Негодяеву-Кочневу, работавшему у Попова, удалось быстро и качественно выполнить заказ иностранцев, благодаря чему дело успешно расширялось.

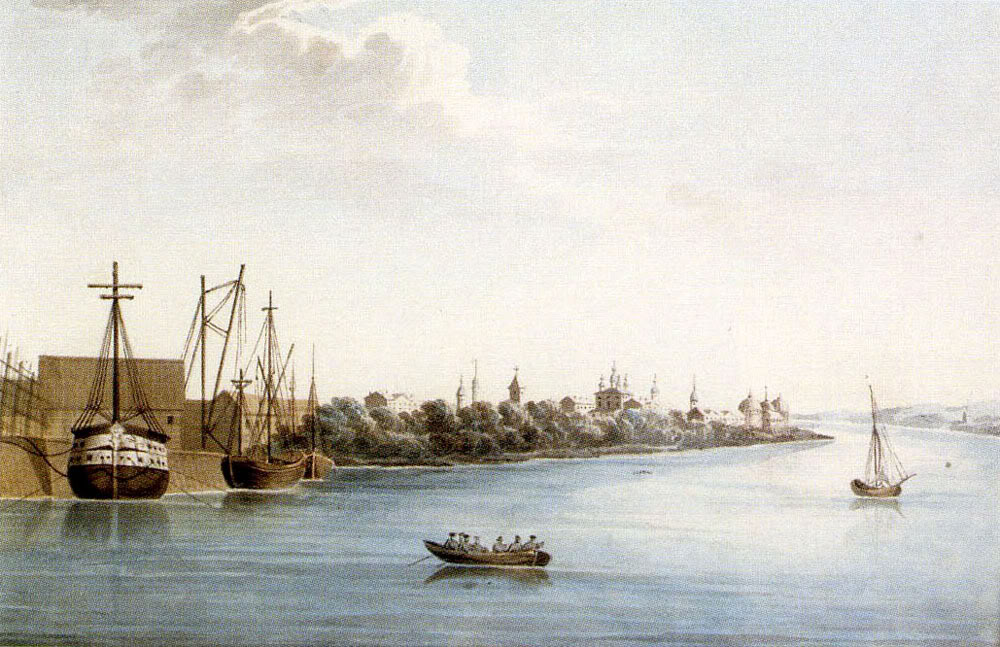
Вид города Архангельска в 1826 году. Картина русского художника В. Галямина

В 1784 году Алексей Попов передал управление Быковской корабельной верфью, выкупленной уже в собственность у Крыловых, своему сыну Василию. Русский писатель и путешественник П. И. Челищев во время своей поездки на Русский Север в 1791 году писал о Быковской верфи «… на ней прежде каждый год для продажи иностранным и российским купцам строивалось по шести купеческих кораблей; а в нынешние годы каждый год строится от одного до трёх мореходных судов; а когда Соломбальскому адмиралтейству потребно нужное строение военных для морского флота судов, так строют на ней военные корабли и прочего названия большие суда, без заплаты за то денег». Под руководством Василия Попова на этой верфи было построено около 200 малых транспортных судов и 10 канонерских лодок в 1807—1809 годах по казённым подрядам. В 1809—1818 годах он построил 30 крупных кораблей и два брига.
В 1818 году Быковская судоверфь была куплена архангельским купцом 1-й гильдии Афанасием Ивановичем Амосовым, который перестроил её и расширил. На судоверфи работало до 200—250 крестьян из пригородных деревень. Здесь были якорный завод и две ветряные мельницы. С 1825 года на ней было возобновлено строительство коммерческих судов. Наибольшую известность получили корабельные мастера Фёдор Резин и сын купца Егор Амосов (1797-п. 1837). После смерти А. И. Амосова в 1834 году строительство судов на Быковской верфи прекратилось.